# 诺基亚X6-00
Nokia X6（英語：Nokia X6）是諾基亞生產的智慧型手機。

## 規格
| 類型     | 智慧型手機                                                              |
| 手機規格 | 直立式                                                                  |
| 尺寸     | 高度：111.0（4.37英寸）；寬度：51.0（2.01英寸）；厚度：13.8（0.54英寸） |
| 重量     | 122克（4.3盎司）                                                        |
| 操作系統 | Symbian（Series 60）                                                    |
| 電池     | 1320mAh可拆卸鋰離子電池                                                 |
| 顯示器   | 3.2英寸（81） 360×640 nHD TFT LCD                                       |